# Dance with Me (singel Alphaville)
Dance with Me – jest to pierwszy singiel znajdujący się na płycie Afternoons in Utopia zespołu Alphaville.